# Hlöðufell
Der Hlöðufell ist ein Tafelvulkan im Südwesten von Island. Sein Volumen wird von Eason et al. (2015) auf 3,9 km3 geschätzt.

## Beschreibung
Es handelt sich um einen Tafelvulkan von 1188 m Höhe, der sich zwischen den bewohnten Gegenden Biskupstunga und Laugardalur und dem Gletscherschild Langjökull im Hochland von Island befindet.
Der Berg ist ca. 5 km lang und besteht aus Palagonit mit einer Olivinbasaltlage auf dem Gipfel.
Dort befindet sich auch eine Firnschneelage, die auch im Sommer nicht weicht.
Der Gipfel ist – wie häufig bei Tafelbergen – von steilen Felswänden umgürtet, ist aber besteigbar. Er wurde von den Gletschern der Eiszeit zugeschliffen.

## Bergsteigen
Angefahren wird der Berg am besten vom Skjaldbreiðarvegur , der den Kaldadalsvegur  mit dem Kjalvegur  verbindet, und dem Hlöðuvallavegur . Der beste Aufstiegsweg führt von der Hütte des isländischen Wandervereins auf der linken Seite einer Schlucht, die auf der Südseite des Berges herniederreicht.

## Umgebung
Die Umgebung des Berges ist von Lavalagen bedeckt. Die obersten stammen vor allem aus drei Vulkanen: Skjaldbreiður, Sköflung und Eldborgir á Lambahrauni.
Im Südwesten unterhalb des Berges liegt eine Hütte des Wandervereins Ferðafélag Íslands. Oberhalb des Hauses befindet sich eine tiefe Schlucht. Der Aufstieg auf den Berg ist am leichtesten, wenn man sich westlich der Schlucht hält.
Südlich des Berges befindet sich die Sandebene Rótasandur. Dort entspringt der Fluss Brúará.
Eine der schönsten und inzwischen unter Naturschutz stehenden Höhlen Islands, Jörundur, liegt im Lambahraun-Lavafeld im Osten des Hlöðufell.